# Кинеска морска материја медика
Кинеска морска материја медика  је петотома енциклопедија чији је аутор професор Хуачи Гуан са сарадницима који је на једном месту систематизовао детаљан опис морских биљака и морских биљних формула (укључујући и оне намењене за кинеску терапију храном).
Бројне информације о морском биљу и њиховој примени у медицини, прикупљених током хиљада година, пружило је важну основу овом професору да након спроведих модерних истраживања у области примене морских лекова, сачини једно капитално  дело са изворима  (референцама), и резултатима истраживања, које је не само од значаја за  развој савремених кинеских морских лекова, већ и за наставак развој и сазревање у овој области фармакологије.

## Историја
Кина је једна од првих земаља која је почела да користи морске материје за лечење болести. Древне књиге о кинеској хербологији, као што су Shennong Bencaojing (енг. Shennong’s Classic of Materia Medica), Xinxiu Bencao (енг. Newly Revised Materia Medica) и Bencao Gangmu (енг. Compendium of Materia Medica), детаљно су описали више од 110 морских биљака и хиљаде морских биљних формула (укључујући оне за кинеску терапију храном). Много информација о морском биљу и њиховој примени у медицини, прикупљених током хиљада година, пружило је важну основу модерним истраживањима у области морских лекова. Захваљујући овим записима и референцама, истраживање и развој савремених кинеских морских лекова наставља да се развија и сазрева. Од средине 20. века посебна пажња посвећена је изучавањима у области традиционалнеј кинеске медицине, што је резултовало значајним повећањем броја новооткривених морских биљака. Свеобухватна истраживања у прошлости такође су створила мноштво података о фармакологији, хемији, биологији и екологији морских биолошких извора.
После хиљада година истраживања, историјске референце о традиционалном морском биљу раштркане су кроз древне књиге, локалне хронике, медицинске књиге или монографије о лековитом биљу. То данас представља проблем  да се на систематски начин ове референце упореде или научно верификују. Даље, током прошлог века научници широм света сакупили су велике количине информација о морским природним производима, али оне су такође расуте по академским књигама и часописима широм света.
Професор Хуачи Гуан, члан  Chinese Academy of Engineering, свестан  историјске позадине и значаја морских лекова у савременим истраживањима, предложио је национални пројекат за истраживање морских биолошких извора у Кини. Посебан програм у пројекту, назван „Пројект 908“ (кинеска истраживања и процена на мору), који је одобриоло Кинеско државно веће, под водством самог професора Гуан-а, а спровео Медицински и Фармацеутски факултет и лабораторија за морске лекове министарства образовања на кинеском универзитету Океан у Ћингдау.  
Након компилације која је  трајала пет година, и доприноса 300 стручњака и научника са више од 40 локалних универзитета и истраживачких институција које раде у различитим областима, укључујући традиционалну кинеску медицину, морску биологију, микробиологију, хемију и фармакологију, завршена је систематска и обимна процена кинеских морских лековитих биолошких ресурса.

## Како је настала књига?
Након у историјату наведених истраживања и компилација професор Гуан је саставио свеобухватну енциклопедију под називом Кинеска морска материја медика. Спајајући информације из бројних древних записа са модерним налазима истраживања, енциклопедија ће временом постати класика. Као прва свеобухватна референца те врсте, енциклопедија се састоји од девет изврсно увезаних томова, садржи преко 14 милиона кинеских знакова и може се похвалити са више од 1.500 слика у боји различитих морских лековитих организама и 20.000 хемијских структура морских природних производа.

### Кинеска морска материја медика (томови 1-5 )
Пет главних томова  пружа  опширан преглед историје кинеске морске материје медике, пратећи њено порекло и развој. Не описујући само природно станиште, тренутни статус, идентификацију, узгој и жетву морских организама са фармацеутским потенцијалом, аутор такође разматра заштиту ретких и угрожених врста.
Разни одељци покривају 613 врста лекова, 3.100 рецепата и 1.479 морских лековитих организама, посебно оних са потенцијалним лековитим вредностима. 
Први пет томова пружа и информација о традиционалним кинеским морским лековима, укључујући њихова научна имена, уобичајена имена, порекло, идентификацију, методе припреме, својства, ефикасност, компатибилност, употребу, дозирање, безбедност, рецепте и клиничке примене. 
Такође пружа систематски запис морфолошких и еколошких карактеристика, дистрибуцију, сакупљање и складиштење морских лековитих организама, као и хемијских састав, фармакологију и токсикологију морских лекова. 
У овом делу по први пут су уредници снимили спектроскопски 21 важни моркси организам. Ови записи пружају важну научну основу за истраживање и развој савремених морских лекова и информативну основу за доносиоце политика о употреби и заштити морских лековитих биолошких извора.
Преиспитана су имена морских лековитих организама - посебно оних који су се историјски помешали - и направили више од 200 исправки.

### Морски медицински микроорганизми (том 6)
Морски медицински микроорганизми фокусира се на морске микроорганизме, који су као ресурс релативно неискоришћени. 
Морски микроорганизми живе у екстремним срединама са високим салинитетом, високим притиском, ниском температуром и ниским нивоом осветљености. У таквим условима они су стекли различите секундарне метаболите - често са необичним и новим структурама - који имају велики потенцијал за медицинску употребу и брзо постали фокус у фармацеутским истраживањима. 
Овај том у себи обједињује више од 300 морских микроорганизама и детаљне информације о биологији, хемији и фармакологији њихових секундарних метаболита.

### Морски природни производи (томови 7 -9)
Морски природни производи  у три тома,  су референце које садрже опсежне податке који се односе на морске природне производе. 
Након што је с почетка 20. века у овој области постигнут брз напредак, открижем изузетно активниј једињења са јединственом и новом структуром, која се  развијена као ефикасни лекови или једињења олова. 
Ови допунски подаци, који пружају потпуне и тачне информације за оне који проучавају морске дроге и морско биље,  укључују детаљне информације о изворима, структурама, спектроскопским карактеристикама и биолошким активностима више од 20.000 морских природних производа. Ова три тома се могу се користити и као брз и прикладан индекс за проналажење одређених дрога.